# Jean Bouffechoux
Jean-Marie Bouffechoux (ur. 19 stycznia 1881 w Arleuf, zm. 26 października 1937 w Boulogne-Billancourt) – francuski zapaśnik walczący w stylu klasycznym. Olimpijczyk, gdzie zajął 29. miejsce w wadze lekkiej.

## Letnie Igrzyska Olimpijskie 1912
| Konkurencja            | Rundy eliminacyjne     | Rundy eliminacyjne | Klas. końcowa |
| Konkurencja            | Przeciwnik I           | Przeciwnik II      | Miejsce       |
| ---------------------- | ---------------------- | ------------------ | ------------- |
| 67,5 kg styl klasyczny | Alfred Salonen (FIN) P | Emil Väre (FIN) P  | 29.           |